# Associated Country Women of the World
De Associated Country Women of the World (ACWW) is de grootste vrouwenorganisatie ter wereld. Ze heeft 9 miljoen leden verspreid over meer dan 70 landen. De organisatie houdt een driejaarlijkse conferentie en geeft een kwartaalblad uit, The Countrywoman.

## Geschiedenis
De 'Associated Country Women of the World' ontstond in de schoot van de Internationale Vrouwenraad (ICW) in 1929. In de beginjaren was het onduidelijk of de organisatie een onafhankelijke weg zou inslaan of binnen de ICW zou blijven. In 1933 werd de organisatie onafhankelijk onder de naam 'Associated Country Women of the World'.

## Doel
De 'Associated Country Women of the World' stelt zich tot doel plattelandsvrouwen wereldwijd te ondersteunen en hen een stem te geven in nationale en internationale instellingen.
De organisatie ondersteunt plattelandsvrouwen en tracht hun welzijn en welvaart te verhogen door het organiseren van onderwijs, training en gemeenschapsontwikkelingsprogramma's. Ze doet dit met hulp van de organisaties die deel van haar uitmaken, van individuele leden en van netwerken bestaande uit niet aangesloten niet-gouvernementele organisaties.
De ACWW-afgevaardigden vertegenwoordigen de plattelandsvrouwen van over de hele wereld in de Verenigde Naties en aanverwante instellingen. Ze proberen er toegang tot informatie te verzekeren en fondsen voor onderwijs- en gemeenschapsontwikkelingsprogramma's te verkrijgen.

## Vertegenwoordiging
De ACWW heeft afgevaardigden in onder meer onderstaande instellingen:
- Economische en Sociale Raad van de Verenigde Naties (ECOSOC)
- Voedsel- en Landbouworganisatie van de Verenigde Naties (FAO)
- Organisatie der Verenigde Naties voor Onderwijs, Wetenschap en Cultuur (UNESCO)

## Nederland
De Nederlandse organisatie Vrouwen van Nu is bij de ACWW aangesloten. In 1947 vond de driejaarlijkse internationale conferentie van de ACWW in Amsterdam plaats en in 1992 in Den Haag.